# Schwerer Schienenpanzer
Der schwere Schienenpanzer, oder auch schwerer Schienenpanzerspähwagen (kurz: s. SP.) war eine bewaffnete und gepanzerte Draisine der Wehrmacht im Zweiten Weltkrieg.

## Geschichte
Durch ständige Angriffe von Partisanen auf Eisenbahnstrecken sah sich die Wehrmacht gezwungen, diese wichtigen Verkehrsrouten zu sichern. Da die Gleise durch Angriffe stark in Mitleidenschaft gezogen wurden und die großen Panzerzüge an der Kriegsfront gebraucht wurden, entschied man sich für kleinere Panzerdraisinen. Diese konnten allein oder im Verbund operieren und waren leichter, wodurch sie auch beschädigte Gleise befahren konnten. Eine dieser im Verbund eingesetzten Panzerdraisinen war der von Steyr Daimler Puch entwickelte schwere Schienenpanzer.

## Produktion
Am 3. August 1943 orderte das Oberkommando des Heeres bei der Firma Steyr Daimler Puch 100 schwere Schienenpanzer. Am 24. November 1943 erhielt die Firma einen neuen Auftrag über weitere 100 Stück. Hierbei rechnete man mit einer ebenso schnellen Fertigung der Fahrzeuge wie bei der Panzerdraisine Steyr K 2670, dem leichten Schienenpanzer.

## Technische Daten

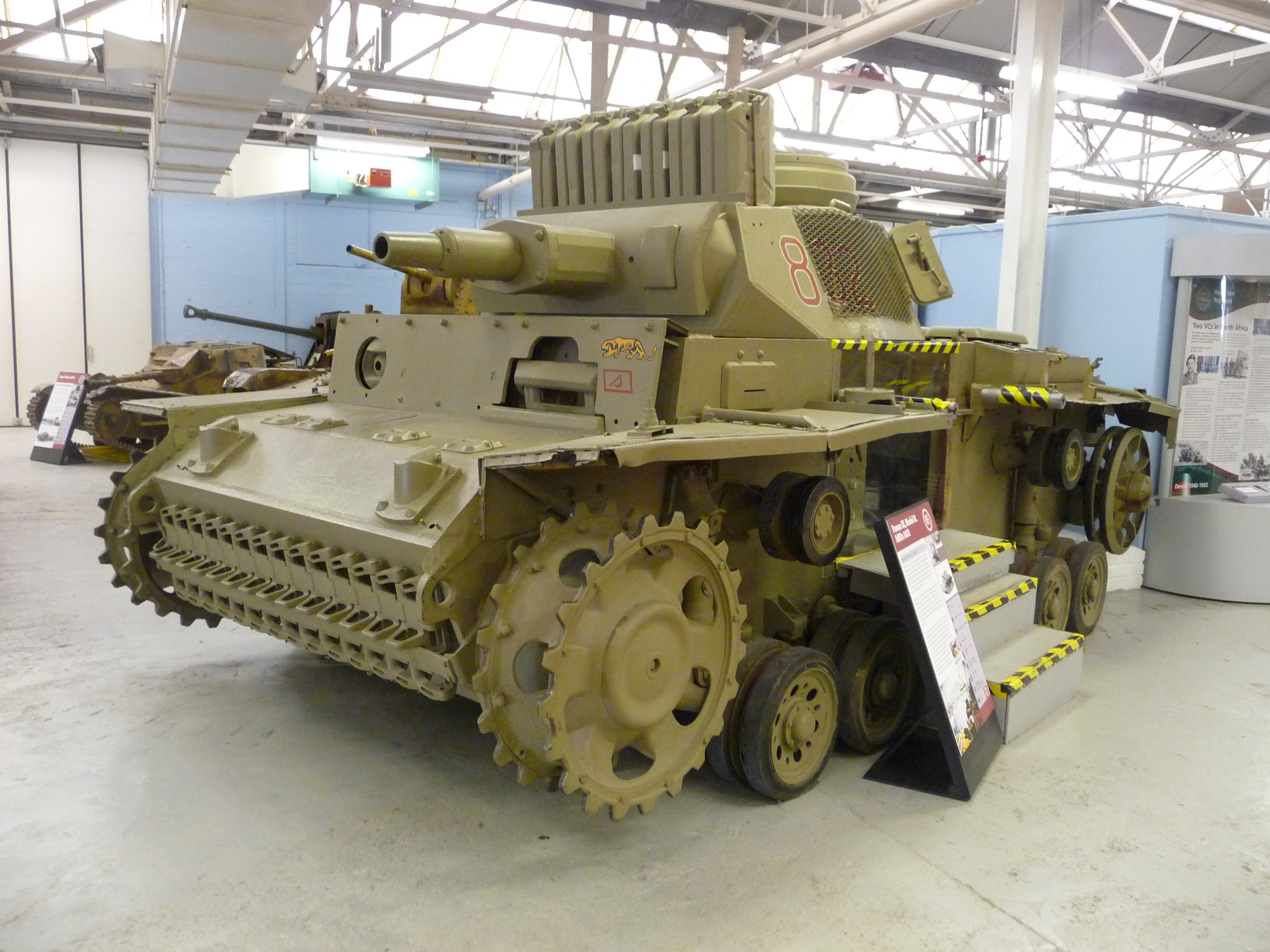
Pz. Kpfw. III Ausf. N, solche Türme wurden auf den Artilleriewagen verwendet.

Als Fahrgestell wurde das Gleiche wie bei der Panzerdraisine Steyr K 2670 genutzt. Auch der Motor war identisch, verfügte aber über ein Flüssigkeitsgetriebe. Dies war ein von links im Wagen montierter, luftgekühlter 3,5-l-V8-Steyr und lieferte 70 PS. Damit erreichte der schwere Schienenpanzer eine Höchstgeschwindigkeit von 40 km/h. Die Luftzuführung erfolgte auf einer Seite und einer Stirnseite des Wagens. An der Seite befanden sich sieben runde Öffnungen, welche durch gepanzerte, runde Abdeckungen geschützt wurden. An einer Stirnseite befanden drei identische Öffnungen, welche ebenfalls geschützt waren.
Auf das Fahrgestell wurde ein gepanzerter Kasten mit einer Stärke von 20 mm aufgesetzt. Zusammen mit dem Panzerkasten hatte der Wagen eine Länge von 6,25 m. Alle Wagen waren vorn und hinten mit abgefederten Puffern und normalen Hakenkupplungen versehen. Das Gewicht der Wagen wurde mit 18 t angegeben. Die weiteren Aufbauten im und auf dem Panzerkasten richteten sich nach dem Verwendungszweck des Fahrzeuges. So gab es:
- Infanteriewagen mit einem achteckigen Beobachtungsturm
- Pionierwagen mit einem achteckigen Beobachtungsturm (identisch zum Infanteriewagen)
- Kommandowagen mit einem achteckigen Beobachtungsturm und einer Rahmenantenne
- Artilleriewagen mit einem Panzerturm mit einer 7,5-cm-KwK 37
- Flakwagen mit einer 2-cm-Flak-Vierling 38 oder einer 3,7-cm-Flak-Zwilling 43

Beim Prototypen Artilleriewagen wurde ein Geschützturm eines Panzerkampfwagen IV Ausführung F genutzt, während bei den Serienfahrzeugen der Geschützturm des Panzerkampfwagen III Ausführung N genutzt wurde.
Aufgrund des schweren Panzeraufbaus auf das Fahrgestell des leichten Schienenpanzers ergaben sich etliche Probleme. So stand der Aufbau vorn und hinten weit ab, da der Achsstand nur 2,20 m betrug. So lag der Motor weit vor der Achse im Wagen und führte zu einer ungünstigen Gewichtsverteilung und schlechten Laufeigenschaften des Wagens allgemein. Auch war der Motor für den schweren Schienenpanzer zu schwach.

## Besatzung
Gemäß dem Kriegsstärkenachweis 1170x (kurz: K. St. N. 1170x) wurden für den Panzerzug (s. Sp.) Besatzungslisten geschaffen.

### Führungsgruppe
Die Führungsgruppe des Panzerzuges bestand aus zwei Offizieren, acht Unteroffizieren und neun Mannschaften, sowie einem Panzerspähwagen Panhard und einem schweren Schienenpanzer.
- Kommandant
- Kompanietrupp-Führer (Unteroffizier und zeitgleich Eisenbahnpionier)
- Sanitätsoffizier
- Sanitätsunteroffizier
- Rangier- und Fahrmeister (Oberfeldwebel)
- zwei Streckenbeobachter (Unteroffizier)
- Kraftfahrer für schweren Schienenpanzer (Reichsbahn)
- Funktrupp
  - Funktruppführer
  - fünf Funker (einer davon Mechaniker)
- Panhard-Panzerspähwagen
  - Kommandant (Unteroffizier)
  - Richtschütze
  - Funker
  - zwei Kraftfahrer

### Infanteriezug
Der Infanteriezug dieser Panzerzüge setzte sich aus einem Offizier, sechs Unteroffizieren und 41 Mannschaften in vier schweren Schienenpanzern zusammen.
- Zugführer (Leutnant)
- Zugtruppführer (Unteroffizier)
- Melder
- Granatwerfergruppe
  - zwei Unteroffiziere (Werferführer und ein Gruppenführer)
  - sechs Granatwerferschützen
- 1. Maschinengewehrgruppe
  - Gruppenführer (Unteroffizier)
  - vier Maschinengewehrschützen
  - sechs Schützen
- 2. Maschinengewehrgruppe
  - Gruppenführer (Unteroffizier)
  - vier Maschinengewehrschützen
  - sechs Schützen
- Pioniergruppe
  - Gruppenführer (Unteroffizier)
  - zehn Pioniere
- vier Kraftfahrer für schweren Schienenpanzer (Reichsbahn)

### Artilleriezug
Der Artilleriezug des Panzerzuges bestand aus einem Offizier, zwölf Unteroffizieren und 38 Mannschaften, zwei schweren Schienenpanzern.
- Zugführer (Leutnant)
- zwei Richtunteroffiziere (einer Zugtruppführer, einer Beobachter)
- Melder
- zwei Fernsprechsoldaten
- 1. Geschützbedienung
  - Geschützführer (Unteroffizier)
  - drei Kanoniere
- 2. Geschützbedienung
  - Geschützführer (Unteroffizier)
  - drei Kanoniere
- Granatwerfergruppe
  - zwei Unteroffiziere (Werferführer und ein Gruppenführer)
  - sechs Granatwerferschützen
- Flak-Gruppe
  - zwei Geschützführer (Unteroffizier)
  - zwei Entfernungsmesser
  - zehn Kanoniere
- sieben Kraftfahrer für schweren Schienenpanzer (Reichsbahn)
- Panzergruppe für Panzerkampfwagen 38 (t)
  - zwei Kommandanten (Unteroffizier)
  - zwei Kraftfahrer (Unteroffizier)
  - zwei Richtschützen
  - zwei Funker

### Troßzug
Der Troß eines Panzerzuges bestand aus einem Beamten, sechs Unteroffizieren und sieben Mannschaften.
- Zahlmeister
- Hauptfeldwebel (Kompaniefeldwebel)
- Schreiber (Unteroffizier)
- Waffenmeistergehilfe
- Geräte-Unteroffizier
- Feldkoch-Unteroffizier
- zwei Kraftfahrer
- Schumacher
- Schneider
- Instandsetzungstrupp
  - Unteroffizier für den Kraftfahrdienst
  - zwei Motorenschlosser

Der Troßzug bestand zudem aus mehreren Person- und Güterwagen verschiedener Bauart.
- zwei Wagen für Offiziere (Personenwagen)
- sechs Wohnwagen für Mannschaften (Personenwagen)
- Waffen- und Werkstattwagen (Gedeckter Güterwagen)
- Motorenwerkstattwagen (Gedeckter Güterwagen)
- Munitionswagen (Gedeckter Güterwagen)
- Verpflegungswagen (Gedeckter Güterwagen)
- Bau- und Gerätewagen (Gedeckter Güterwagen)
- Bekleidungswagen (Gedeckter Güterwagen)
- Transportwagen für VW Typ 82 (Flachwagen)
- Transportwagen für 2t Lastkraftwagen (Flachwagen)

## Einsatz
Die schweren Schienenpanzer sollten im Verbund zusammenarbeiten. Dabei sollten 16 Panzerzüge mit je zwölf Wagen aufgestellt werden. Die Aufstellungsverfügung für die ersten zehn Panzerzüge (201 – 210) wurde am 24. September 1943 datiert. Bereits am 15. September 1939 gab es den ersten Kriegsstärkenachweis (K. St. N. 1170x) für den schweren Panzerzug (S. Sp.). Zwar konnten die Fahrzeuge selbstständig und allein genutzt werden, gemäß dem Waffenmerkblatt Nummer 14 war der Einsatz nur als geschlossener Panzerzug vorgesehen. Dabei sollte ein Panzerzug immer aus folgenden Fahrzeugen bestehen:
- ein Wagen für den Kommandanten
- zwei Wagen für den Zugtrupp (Infanteriezug, Artilleriezug)
- zwei Infanteriewagen
- ein Pionierwagen
- vier Artilleriewagen
- zwei Flakwagen

Zusätzlich sollten diese Panzerzüge, wie die Panzerzüge BP 42, über zwei Panzerträgerwagen mit Panzerkampfwagen 38(t) und als Aufklärungsfahrzeuge über einen straßen- und schienengängigen Panzerspähwagen P 204 (f) verfügen. Die Besatzung war mit vier Offizieren, 25 Unteroffizieren und 89 Mannschaften angegeben.
Nach der Inkraftsetzung der K. St. N. 1170x am 1. August 1944 wurden nur noch zwei statt vier Artilleriewagen angegeben. Ein anderer Entwurf der K. St. N. 1170x sah zwar weiterhin vier Artilleriewagen vor, doch dafür fielen ein Infanterie- und der Pionierwagen weg. Als dann im November 1944 der erste Panzerzug (s. Sp) an die Truppe ausgeliefert wurde, waren es nur acht Wagen. Diese setzten sich aus zwei Artilleriewagen, vier Infanterie- und Pionierwagen, sowie zwei Kommandowagen zusammen. Die mitgeführte Vierlings-Flak wurde auf Flachwagen installiert, die den Panzerträgerwagen an den Zugenden vorausliefen.
Aufgrund des späten Einsatzes und dem Mangel an Treibstoff, konnten die schweren Schienenpanzer nicht so eingesetzt werden, wie man es vorgesehen hatte. Um sich in Bewegung setzen zu können, musste eine ungepanzerte Dampflokomotive organisiert werden. Diese wurde in der Mitte zusammengekoppelt und damit unterschieden sich die schweren Schienenpanzer nicht mehr von herkömmlichen Panzerzügen.

### Panzerzug 201
Der Panzerzug 201 wurde am 5. Januar 1944 aufgestellt und am 11. November 1944 einsatzbereit. Die Feldpostnummer des Panzerzuges war die 23865. Mitte November traf der Panzerzug 201, zusammen mit dem Panzerzug 202, dem Panzer-Triebwagen 35 und dem Panzer-Triebwagen 38 auf dem Balkan ein. Der Panzerzug 201 wurde in Slavonski Brod stationiert und blieb bis Januar 1945 im Raum. Ab Januar wurde er von Panzerzug 75 abgelöst und begann danach mit der Sicherung der Eisenbahnstrecke von Vinkovci nach Esseg und Brčko. Später verlegte er auf die Eisenbahnstrecke von Esseg über Našice nach Virovitica und sicherte diese.
Als die Truppen von Josip Broz Tito am 12. April eine Offensive begannen, befahl der Kommandeur der Heeresgruppe E den allgemeinen Rückzug der Truppen. Am 16. April 1945 setzte sich der Panzerzug 201 von Našice in Richtung Virovitica ab. Bei Čačinci geriet er in einen Hinterhalt von Partisanen. Diese hatten die Strecke vor dem Panzerzug zerstört und blockierten nun den Rückweg. Die Besatzung sprengte den Panzerzug und schloss sich der Aufklärungs-Abteilung 55 der 1. Kosaken-Division an. Zusammen konnten sie bis nach Kärnten durchbrechen und sich in britische Kriegsgefangenschaft begeben.
- Panzerzugkommandant
  - Oberleutnant Helmut Schmitz-Reinthal

### Panzerzug 202
Der Panzerzug 202 wurde am 10. Januar 1944 aufgestellt und am 11. November 1944 einsatzbereit. Die Feldpostnummer des Panzerzuges war die 58363. Mitte November traf der Panzerzug 201, zusammen mit dem Panzerzug 202, dem Panzer-Triebwagen 35 und dem Panzer-Triebwagen 38 auf dem Balkan ein. Bis zum Eintreffen des Panzerzug 4 stand der Panzerzug 202 in Cilli. Nach dem Eintreffen verlegte er nach Agram. Nachdem die Eisenbahnstrecke zwischen Zabok und Grübel (Lage), verlegte der Panzerzug nach Krapina und begann mit der Sicherung der Eisenbahnstrecke.
Nachdem die sowjetischen Truppen in Südungarn erfolgreich vorrückten, begann der Panzerzug ab März 1945 mit der Sicherung der Eisenbahnstrecke zwischen Varaždin und Koprivnica. Mit dem weiteren Rückzug der deutschen Truppen, fuhr der Panzerzug nach Cilli und erreichte die Stadt am 8. Mai 1945. Noch am gleichen Tag fuhr er weiter nach Laibach, wo sich ihm der Panzer-Triebwagen 38 anschloss und beide weiter nach Norden fuhren. Bei Aßling wollten die Truppen durch den Karawankentunnel nach Österreich durchbrechen, fanden diesen aber gesperrt vor. Da ein Weiterkommen nicht mehr möglich war, wurden die Fahrzeuge den Partisanen vor Ort übergeben. Die Besatzungen wichen aber weiter über Kronau und dem Wurzenpass nach Villach aus und begaben sich dort in britische Kriegsgefangenschaft.
- Panzerzugkommandant
  - Oberleutnant Gisbert Bartholmé

### Panzerzug 203
Der Panzerzug 203 wurde am 21. Februar 1944 aufgestellt und am 18. Januar 1945 einsatzbereit. Die Feldpostnummer des Panzerzuges war die 13598. Im Februar 1945 erreichten der Panzerzug 203 und der Panzerzug 204 Cilli. Der Panzerzug 203 wurde in der Ortschaft Rain stationiert und begann mit der Sicherung der Eisenbahnstrecke zwischen Agram und Laibach. Am 220. März 1945 kam es zu einem Luftangriff auf den Panzerzug. Dabei wurde dieser mit Bomben und Bordwaffen von sowjetischen Flugzeugen angegriffen und beschädigt, konnte aber weiter eingesetzt werden. Neun Besatzungsmitglieder wurden dabei getötet.
Bis zum Ende des Krieges, wurde der Panzerzug in Eichtal stationiert. Am 8. Mai 1945 fuhr der Panzerzug von dort nach Cilli. Im weiteren Verlauf versuchte er auf direktem Weg nach Unterdrauburg durchzubrechen. Bei Schönstein-Warmbad wurde er jedoch von Truppen von Josip Broz Tito gestoppt und übergeben. Die Offiziere gelangten in jugoslawische Kriegsgefangenschaft. Die Mannschaften unter der Führung des Hauptfeldwebel Truß gelangten zu Fuß an die österreichische Grenze und gelangten in westalliierte Kriegsgefangenschaft.
- Panzerzugkommandant
  - Oberleutnant Karl Herkenberg

### Panzerzug 204
Der Panzerzug 204 wurde am 23. März 1944 aufgestellt und am 6. Februar 1945 einsatzbereit. Die Feldpostnummer des Panzerzuges war die 06495. Im Februar 1945 erreichten der Panzerzug 204 und der Panzerzug 203 Cilli. Er wurde auf der Eisenbahnstrecke zwischen Sunja (Lage) über Bosanski Novi nach Bihać. Am 2. Mai 1945 entlastete der Panzerzug, zusammen mit dem Panzer-Triebwagen, südlich von Kostajnica die eigenen, stark bedrängten Truppen. Im Anschluss zogen sich beide nach Sisak zurück.
Am 8. Mai 1945 versuchten der Panzerzug und der Panzer-Triebwagen nach Österreich zu gelangen. Die Eisenbahnstrecke von Sisak nach Agram war der gefährlichste Abschnitt, denn die Strecke war an mehreren Stellen schwer beschädigt und von Partisanen besetzt. Dennoch gelang der Durchbruch bis nach Steinbrück und weiter nach Cilli. Kurz vor Cilli mussten die Fahrzeuge verlassen werden und die Besatzung versuchte zu Fuß weiter zu kommen. Am 13. Mai kam es bei Cilli zu einem kurzen Gefecht mit Partisanen, bei dem sich die deutschen Truppen ergaben und in die Kriegsgefangenschaft begaben.
- Panzerzugkommandant
  - Oberleutnant Günther Diehl

### Panzerzug 205

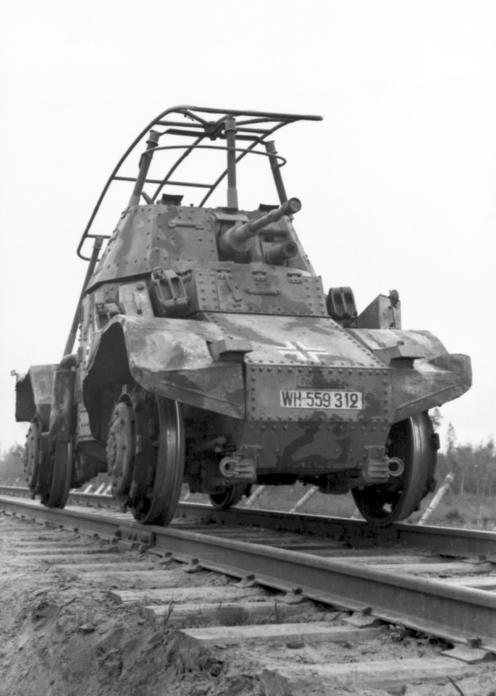
Schienengängiger Panzerspähwagen 204 (f)

Der Panzerzug 205 wurde am 4. April 1944 aufgestellt und war Ende April 1945 einsatzbereit. Die Feldpostnummer des Panzerzuges war die 00683. Als der Panzerzug Einsatzbereit war, stand er in Milowitz bei der Panzerzug-Ersatzabteilung. Anfang Mai war er fertig und sollte am 3. Mai nach Mähren fahren. Hinter Königgrätz wurde er durch Gleissprengungen an der Weiterfahrt gehindert und wich nach Pardubitz aus. Da auch dort die Strecke in Richtung Osten nicht befahrbar war, versuchte er über Chrudim vorzurücken. Bei Chrast war die Strecke ebenfalls unterbrochen und tschechische Partisanen griffen den Panzerzug dort an. Daraufhin zog sich der Panzerzug zurück.
Als der Panzerzug am 5. Mai nach Pardubitz zurückkehren sollte, um für mehrere Transportzüge Geleit zu geben, war auch diese Strecke blockiert worden. Trotzdem gelang nach kürzerer Zeit die Blockade zu entfernen und der Panzerzug rückte über Valy nad Labem in den Raum Kolín gelangen. Am 7. Mai begleitete der Panzerzug mehrere Lazarettzüge über Jung-Bunzlau und Böhmisch-Leipa nach Sachsen. auf der Rückfahrt nach Neuenburg sicherte er einen Munitionszug. Am 8. Mai 1945 wurde eine Eisenbahnbrücke nordöstlich von Alt-Bunzlau blockiert. Dadurch blieben, neben dem Panzerzug 205, ein Lazarettzug mit 80 Wagen, ein unbekannter Panzerzug, eine Panzerdraisine, ein Transportzug mit verladenen Panzern und ein Panzerspähwagen 204 (f) liegen. Der Versuch, die Sperrung durch Beschuss zu beseitigen und die in Stellung gegangenen tschechischen Partisanen zu bekämpfen, misslang. Der Aufforderung, sich zu ergeben, folgten die Besatzungen nicht und wichen zurück nach Lissa aus. Ein Teil der Besatzungen versuchten im Landmarsch zu den U. S. amerikanischen Linien bei Písek zu gelangen. Alle, die es bis dort schafften, wurden im Anschluss an sowjetische Kräfte ausgeliefert.
- Panzerzugkommandant
  - Oberleutnant Fritz Blohm

### Panzerzug 206
Der Panzerzug 206 wurde am 17. April 1944 aufgestellt und war am 8. Mai 1945 einsatzbereit. Die Feldpostnummer des Panzerzuges war die 03410. Als der Panzerzug Einsatzbereit war, stand er in Milowitz bei der Panzerzug-Ersatzabteilung. Mit der Bekanntgabe der Kapitulation am gleichen Tag, rückten die Soldaten in Richtung Südwesten ab um in U. S. amerikanische Kriegsgefangenschaft zu gehen. Jedoch wurden alle entweder auf dem Weg aufgegriffen oder von den U. S. amerikanischen Truppen an die Sowjetischen Truppen übergeben. Dabei ließen sie etliche Fahrzeuge zurück, so auch den Panzerzug 206. Mit der Eroberung von Tschechischen Truppen, erbeuteten sie dieses Material.
- Panzerzugkommandant
  - Oberleutnant Hans Feuerlein

### Panzerzug 207
Der Panzerzug 207 war bei Kriegsende noch nicht fertiggestellt und kam nicht mehr zum Einsatz.

### Panzerzug 208
Der Panzerzug 208 war bei Kriegsende noch nicht fertiggestellt und kam nicht mehr zum Einsatz.